# Eublemma thurneri
Eublemma thurneri är en fjärilsart som beskrevs av Hans Zerny 1935. Eublemma thurneri ingår i släktet Eublemma och familjen nattflyn. Inga underarter finns listade i Catalogue of Life.